# Alibeyuşağı
Alibeyuşağı liegt im Süden des Landkreises Dulkadiroğlu in der Provinz Kahramanmaraş, Türkei. Das Dorf ist etwa 25 km vom Stadtzentrum entfernt und hat eine Bevölkerung von 466 Personen. Die Einwohner sind ausschließlich Kurden und gehören der Religionsgemeinschaft der Aleviten an. Sie gehören dem Ocak Sultan Öner an und ihre spirituellen Führer (Mürşid) sind vom Zeynelabidin Ocagi. Die Dorfbewohner gehören dem Stamm der Scheich Hasan an.

## Geschichte
Das Dorf, das 1862 gegründet worden ist, wurde nach seinem Gründer Ali Bey benannt, der ursprünglich aus Malatya stammt.

### Eingemeindung und Verwaltungsreform
Im Jahr 2013 wurden viele Dörfer, darunter Alibeyuşağı, zu Mahalle (Stadtvierteln) herabgestuft. Diese Reform zielte darauf ab, die Verwaltungseffizienz zu erhöhen. Die Anzahl der Mahalle in der Region stieg auf 101. Ein Muhtar, ein gewählter Beamter, verwaltet jedes Mahalle und ist für administrative Aufgaben zuständig.

## Infrastruktur
Alibeyuşağı verfügt über eine Wasserversorgung und eine asphaltierte Straße, die das Dorf an das Verkehrsnetz anbindet.

## Bildung und Gesundheit
Die Grundschulausbildung erfolgt in der Alibeyuşağı Grundschule. Die Schüler besuchen für die weiterführende Bildung die Mittelschule im nahegelegenen Çiğli Mahallesi. Gesundheitsdienstleistungen werden im Alibeyuşağı Gesundheitszentrum angeboten, während zusätzliche medizinische Versorgung im Ismail Kurtul Familiengesundheitszentrum im Karaziyaret Mahallesi verfügbar ist.

## Kulturelle Bedeutung und soziale Aktivitäten
Im Dorf befindet sich das Grab von Mamo Dede (Seyit Meftuni), das von Anhängern, auch aus Syrien, besucht wird. Seyit Meftunis Sohn, Muharrem Temiz, ist ein bekannter Musiker und Vertreter der alevitischen Kultur. Das Dorf verfügt über ein Cemevi (alevitisches Gebetshaus). Einmal im Jahr treffen sich die Mitglieder der Gemeinschaft in Zentren in Moers, Mannheim, Basel (Umland) und Paris, um gemeinsam zu grillen und Fußball zu spielen. In der Diaspora leben etwa 3000 Mitglieder der Gemeinschaft.

## Ereignisse
Während des Maraş-Pogroms gab es sieben Todesopfer im Dorf. Auch beim Erdbeben 2023 verzeichnete das Dorf Verluste.